# Сітра
Сітра — група нафтогазових родовищ у Західній пустелі Єгипту, виявлена в межах басейну Абу-ель-Гарадік.
Вперше поклади вуглеводнів у зоні Сітра виявили у 1982 році унаслідок спорудження розвідувальної свердловини Sitra 1-1. Вони виявились пов'язаними із крейдовим періодом, при цьому на найбільшому родовищі групи Sitra 8 поклади нафти відносяться до формації Абу-Роаш, горизонти C, Е (туронський ярус) та верхня частина горизонту G (сеноманський ярус), і верхньої частини формації Бахарія (так само сеноман), тоді як газові поклади виявлені в нижній частині горизонту Абу-Роаш G та нижній частині Бахарії. На групі дрібних родовищ Сітра-Північ виявлені газові поклади з нафтовою облямівкою у формації Бахарія із заходом у розташовану нижче формацію Харіта (сеноман-альб).
Родовища виявили на концесійній території, інвестором для якої виступає нафтогазовий гігант Shell. За усталеним в Єгипті порядком, розробка відкритих за участі іноземних інвесторів родовищ провадиться через спеціально створені компанії-оператори, при цьому для Сітра такою компанією виступає Badr Eldin Petroleum Company (BAPETCO).
Видобуток у зоні Сітра почався в 1990 році на родовищі Sitra 3 (відноситься до дрібних родовищ групи Сітра-Північ), проте припинився вже за рік. У 1993-му запустили в роботу Sitra 8, проте через недооцінку його потенціалу в 1994—2007 роках тут не пробурили жодної свердловини, а видобуток стагнував до рівня у 150 барелів на добу. Втім, буріння 5 оціночних свердловин дозволило нарешті правильно оцінити розміри резервуару і до 2015 року в межах двох фаз розвитку родовища спорудили ще 27 свердловин, при цьому друга фаза із 16 свердловинами була пов'язана з реалізацією проєкту підвищення нафтовилучення шляхом заводнення. В певний момент також повернулись до розробки родовищ групи Сітра-Північ, так, в 2015-му знову ввели в дію Sitra 3, а у 2019-му Sitra С3.
Станом на кінець 2010-х років подальші плани розвитку передбачали спорудження 14 свердловин на Sitra 8 (лише одна націлена на газовий поклад) та 10 свердловин (половина горизонтальні) на Сітра-Північ (з них так само лише одна газова).
Продукція із зони Сітра спрямовується по мультифазному трубопроводу на виробничий комплекс родовища BED-3, розташований за десять кілометрів на північний захід. Враховуючи зростаючий вміст води у продукції свердловин та обмежені можливості BED-3, в 2019-му на Сітра запустили установку первинної підготовки, яка за проєктними параметрами може сепарувати до 12 тисяч барелів нафти, 12 тисяч барелів води та 0,23 млн м3 газу на добу. Після цього газ знову змішується із нафтою та транспортується на BED-3.
Станом на кінець 2019 року у зоні Сітра накопичений видобуток становив 28 млн барелів нафти (з них 89 % із Sitra 8) та 2,1 млрд м3 газу (з них 28 % з Sitra 8). Залишкові запаси оцінювались у 12 млн барелів нафти та 1 млрд м3 газу.